# The Midnight Patrol (film 1918)
The Midnight Patrol è un film muto del 1918 diretto da Irvin Willat. Prodotto da Thomas H. Ince, aveva come interpreti Thurston Hall e Rosemary Theby.

## Trama

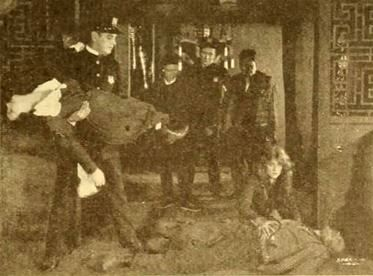

Boss della criminalità cinese di Chinatown, Wu Fang gode dell'appoggio di Jim Murdock, un politico di pochi scrupoli che lo protegge in cambio di una parte dei proventi delle sue attività criminose. Wu Fang si spinge fino a uccidere un poliziotto, il sergente Joe Duncan. L'agente Shannon decide allora di fare un raid nel quartiere ma Wu Fang, che è in attesa di un grosso quantitativo di oppio, prende come ostaggio Patsy O'Connell, una missionaria che lavora a Chinatown, minacciando di farle del male se la polizia interferirà con l'operazione di contrabbando. Shannon, benché provi dei sentimenti per la ragazza, non si lascia intimorire e mette al primo posto il suo senso del dovere, conducendo nonostante tutto il blitz predisposto contro i trafficanti. Viene però catturato dagli scagnozzi di Wu Fang che ordina di gettarlo insieme a Patsy in una fossa infestata dai topi. I due vengono salvati dall'intervento tempestivo dell'agente O'Shea e dei suoi uomini. Nella battaglia tra polizia e criminali, Wu Fang resta ucciso e Murdock, il suo complice, arrestato. Ripulita Chinatown, Shannon viene nominato capo della polizia e Patsy accetta la sua proposta di matrimonio.

## Produzione
Il film fu prodotto dalla Thomas H. Ince Corporation con il titolo di lavorazione The Dragon's Shadow.

## Distribuzione
Il copyright del film, richiesto da Thomas H. Ince, fu registrato il 25 ottobre 1918 con il numero LP13002.
Distribuito dalla Select Pictures Corporation, il film uscì nelle sale statunitensi nel novembre 1918.

Copia completa della pellicola (positivo in nitrato 35 mm) si trova conservata negli archivi della Library of Congress di Washington.